# المونینت
المونینت (به اسپانیایی: Almuniente) یک شهرستان در اسپانیا است که در استان هوئسکا واقع شده‌است.